# دست‌سانی (هندسه)

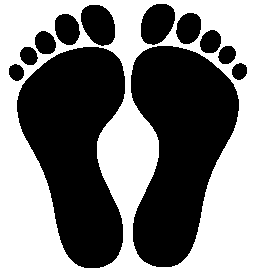
در تصویر رد پاهای چپ و راست تصویرهای دست‌سانی پاد همسان در یک صفحه هستند زیرا هر یک از آن‌ها تصویر آینه‌ای دیگری (نه خود) است؛ در حالی که به صورت جداگانه قرینهٔ تصویر آینه‌ای خود نیستند.

در هندسه، یک شکل در صورتی دَست‌سان است (دارای دست‌سانی گفته می‌شود) که با تصویر آینه‌ای خود یکسان نباشد، یا به‌طور اخص نتوان تنها با چرخش و تبدیل و انتقال آن را بر روی تصویر آینه اش ترسیم کرد. یک جسم دست‌سان و تصویر آینه‌ای آن را اشکال پادهمسان می‌گویند. لغت اروپایی مفهوم دست‌سانی یعنی واژةٔ Chirality از واژه یونانی (کایر) به معنای دست گرفته شده، و در آشناترین شکل از یک جسم دست‌سان، لغت اروپایی برای شکل پاد همسان (enantiomorph) از دو کلمه (شکل + متضاد) اشتقاق یافته‌است. یک شکل نا دست‌سان، (َachiral) یا (amphichiral) خوانده می‌شود.
رشته مارپیچ (helix) و نوار موبیوس، اشکال سه بعدی دست‌سان هستند.
مهره‌های چهارگوش تترومینو در صورت‌های J, L، S و Z در بازی ویدئویی و همگانی تتریس نیز نمادی از دست‌سانی می‌باشد، اما تنها در یک فضای دو بعدی.
بسیاری از اشیای آشنای دیگر نیز همان تقارن دست‌سانی را در بدن انسان نشان می‌دهند: دستکش‌ها، عینک، کفش، لنگه‌های شلوار و غیره. نمونه مشابه دیگر از دست‌سانی نیز در قالب نظریه گره تشریح شده‌است.
طبق قانون دست راست، می‌توان برخی از اشیاء دست‌سان سه بعدی را همچون رشته مارپیچ دارای خاصیت دست‌سانی دست راستی یا دست چپی محسوب نمود.